# Eldar Djangirov
Eldar Djangirov (ros.: Эльдар Джангиров, Eldar Dżangirow; ur. 28 stycznia 1987 na terenie obecnego Kirgistanu, stanowiącego wówczas część Związku Radzieckiego), bardziej znany jako Eldar – pianista jazzowy, przedstawiciel najmłodszej generacji twórców jazzu amerykańskiego, jeden z najmłodszych artystów nominowanych do nagrody Grammy w kategorii najlepszy album jazzu współczesnego. Obecnie mieszka w Nowym Jorku.

## Życiorys
Eldar urodził się w bardzo muzykalnej rodzinie. Jego matka była nauczycielką gry na fortepianie, ojciec – z wykształcenia inżynier mechanik – był miłośnikiem jazzu i posiadał znaczącą kolekcję nagrań, pomimo zakazu rozpowszechniania muzyki jazzowej, jaki obowiązywał wówczas w Związku Radzieckim. Eldar rozpoczął grę na fortepianie w wieku 3 lat. Początkowo jego nauczycielką była matka, później pobierał także lekcje muzyki poważnej u innych nauczycieli. Został odkryty przez amerykańskiego wielbiciela jazzu podczas festiwalu na Syberii. Sprowadzony wraz z rodziną do Kansas City, jeszcze jako dziecko zyskał sobie uznanie krytyków i opinię geniusza fortepianu. W wieku 12 lat jako najmłodszy artysta wystąpił w prestiżowym programie Piano Jazz na antenie amerykańskiego National Public Radio. Nagrywał z takimi sławami jazzu jak Michael Brecker, John Patitucci, Chris Botti, czy Roy Hargrove.
Z Kansas City przeniósł się wraz z rodziną do San Diego, a następnie do Los Angeles. Obecnie mieszka w Nowym Jorku.
W Polsce zagrał koncert w lipcu 2008 podczas 13. Letniego Festiwalu Jazzowego w Piwnicy pod Baranami w Krakowie oraz wystąpił w Warszawie w listopadzie 2007 roku.

## Styl
Najwcześniejsze doświadczenia muzyczne Eldara były związane z jednej strony z nauczaniem gry na fortepianie przez matkę, z drugiej natomiast z nieustanną stycznością z muzyką jazzową, której wielbicielem był jego ojciec. Oba te doświadczenia w znaczącej mierze ukształtowały go jako muzyka, operującego biegle środkami właściwymi dla jazzu, przy zachowaniu struktury i dyscypliny właściwej dla muzyki poważnej.
W wielu utworach z albumu Re-imagination Eldar wspomina swoich rodziców, a także miasta, ulice i miejsca w których mieszkał. Krytycy najbardziej cenią go za technikę gry i muzykalność. Wielbiciele jazzu określają go jako połączenie Arta Tatuma i Oscara Petersona. Tego ostatniego sam Eldar często wymienia jako najwybitniejszego pianistę i swoją największą inspirację.

## Dyskografia
Eldar nagrał do tej pory trzy albumy - wszystkie wydane przez wytwórnię Sony Classical: debiutancki Eldar w marcu 2005, Live at the Blue Note w maju 2006 oraz Re-imagination w czerwcu 2007. Ten ostatni przyniósł mu nominację do nagrody Grammy.
- 2005 Eldar
- 2006 Live at the Blue Note
- 2007 Re-imagination
- 2009 Virtue